# Friends (stiftelse)
Friends är en icke-vinstinriktad organisation vars uppdrag är att stoppa mobbning och andra kränkningar inom skolan och idrottsföreningar runtom i hela Sverige. Verksamheten finansieras genom insamling från privatpersoner och företag, samt via arvoden från utbildningar som de genomför. Friends har ett så kallat 90-konto och granskas av Svensk Insamlingskontroll.
Friends arbetar långsiktigt genom utbildning, rådgivning och opinionsbildning för att öka kunskap och engagemang. De har idag ca 40 anställda med varierande bakgrunder. Gemensamt för Friends utbildare är att alla har erfarenhet av arbete med barn och unga såsom pedagoger, lärare, idrottstränare, beteendevetare och liknande. 
Stiftelsen startades 1997 av Sara Damber, har sitt huvudkontor i Solna och två regionkontor i Malmö och Umeå. 
Friends utbildningar riktar sig till alla barn och elever i förskolan, grundskolan och gymnasiet, all skolpersonal samt föräldrar. Sedan 2003 har Friends även varit aktiva inom idrottsrörelsen.

## Ändamål
Friends vision:
En värld där inga barn utsätts för mobbning.
Friends uppdrag:
Att stoppa all mobbning i svenska skolor och idrottsföreningar.
Det görs långsiktigt genom utbildning, rådgivning och uppföljning. 
Dessutom bedrivs opinionsbildning för att öka kunskap och engagemang.

## Kompisstödjare
Friends arbetade tidigare med "kompistödjare", men den 28 januari 2011 höll Skolverket presskonferens om den största vetenskapliga undersökningen någonsin av program mot mobbning i den svenska skolan. Sju forskare hade undersökt de åtta vanligaste programmen på 39 skolor med sammanlagt 10 000 elever. Där kom de fram till att inget program var optimalt och att många skolor blandade program. Det framkom även att "kompistödjare" kunde få motsatt effekt. Efter det slutade Friends med kompisstödjare och fokuserade ännu mer på utbildning.
"På många skolor i Sverige har man skaffat så kallade kompisstödjare. Det brukar oftast vara ett par elever från varje klass från åk 3-9. Kompisstödjarna väljs genom att eleverna själva får nominera några de tycker skulle passa som kompisstödjare. Syftet med kompisstödjare är att lärare och vuxna i skolan ska förstå hur elever ser på frågor om trygghet och jämlikhet, alltså att de ska förstå vad elever tycker om olika saker som angår eleverna och se ur deras perspektiv. 
Kompisstödjarna kan komma med förslag på lekar och övningar för att öka samhörighet mellan eleverna både inom klassen och med andra klasser. Det ger även trevlig stämning om man blandar in elever i projekt med andra klasser som man inte i vanliga fall träffar så mycket. 
Kompisstödjare får utbildningar och kunskap av Friends, och kan dela med sig av det de kan till de andra eleverna genom att hålla i övningar och lekar för klassen. Man kan se kompisstödjare som representanter som representerar klassen i frågor om trygghet och jämlikhet."
Friends fick kritik för sina metoder (bland annat kompisstödjare) av Skolverket i rapporten "Utvärderingar av metoder mot mobbning". Sveriges elevråds centralorganisation höll med om kritiken då Friends metoder ej ansågs vara "vetenskapligt förankrade". Efter kritiken ändrade Friends sina riktlinjer.

## Barn- och ungdomsråd
Hösten 2014 så startade Friends Barn- och ungdomsrådet. Meningen med rådet var att Friends skulle få höra barn och ungas röster kring deras arbete och projekt. I Barn- och ungdomsrådet ingår ungdomar mellan 12 och 18 år utspridda i hela landet, med olika erfarenheter och bakgrund. Friends har även sagt att Barn- och ungdomsrådet är som deras expertråd i deras frågor eftersom de består av unga som också är den gruppen som Friends riktar sig till för att hjälpa.
Rådet har i varit med i olika typer av media såsom bland annat radio och tidningar; till exempel:
- En artikel i Metro[4]
- En artikel i Upsala nya tidning (unt)[5]
- Sveriges Radios Vetandets värld [6]
- En artikel ur fria.nu[7]

## Finansiering
Friends är icke-vinstinriktad och finansierar sin verksamhet genom avgifter från de skolor man samarbetar med, samt sponsring och bidrag. Stiftelsen har ett 90-konto.

## Reklamfilmer
För att nå ut med sitt budskap satsar Friends bland annat på reklamfilmer på temat mobbning. Mellan 2001 och 2010 har följande nio filmer visats på svensk television:
- Tillsammans
- Hålla Käften (låten heter "På Drift" och är skriven av Kent. Sångerskan heter Elina)
- e-mobbning (låten är "We'll make them fall" med Tim Neu).
- Elaka Ord (låten är "The Story of the impossible" med Peter von Poehl).
- Fotbollen
- Som i skolan (låten är ”My heart” med The Perishers).
- Hårda Ord
- Osynlig (låten är ”Calm as calm can be” med gruppen Granada).
- Rödhårig (låten är ”Amazing it seems” av gruppen Granada).